# Хорхе Фабрегас (хокеїст на траві)
Хорхе Фабрегас (ісп. Jorge Fábregas, 26 липня 1947) — іспанський хокеїст на траві. Впродовж усієї кар'єри грав за клуб «Поло» з Барселони. Увійшов до складу збірної Іспанії на літніх Олімпійських іграх 1968 в Мехіко, де вона посіла 6-те місце. Грав на позиції півзахисника, зіграв 7 матчів і забив 2 голи (по одному у ворота збірних Бельгії та Кенії). Учасник літніх Олімпійських ігор 1972 в Мюнхені, де його збірна посіла 7-ме місце. Грав на позиції півзахисника, зіграв 8 матчів і забив 4 голи (два у ворота збірної Франції, по одному — Пакистану та Уганді). Учасник літніх Олімпійських ігор 1976 у Монреалі, де його збірна посіла 6-те місце. Грав на позиції півзахисника, зіграв 7 матчів і забив 1 гол у ворота збірної Бельгії.